# 拉斯拉努夫
拉斯拉努夫 （阿拉伯语：‎, 或者Ra’s al-Unūf）是位於利比亚北部地中海錫德拉灣沿岸的一個城镇。當地也是拉斯拉努夫煉油廠的所在地，该炼油厂于 1984年竣工。此外拉斯拉努夫还拥有一个石油码头和數條石油管道。